# البطولات الوطنية الأمريكية 1920 (كرة مضرب)
قائمة بالأبطال في 1920 البطولات الوطنية الأمريكية لكرة المضرب (المعروفة الآن باسم أمريكا المفتوحة):

## الكبار

### فردي رجال
بيل تيلدن هزم  بيل جونستن 6-1 1-6 7-5 5-7 6-3

### فردي سيدات
مولا بجورستدت مالوري هزم  ماريون زيندرستاين 6-3, 6-1